# Dagenham Heathway (metrostation)
Dagenham Heathway is een station van de metro van Londen aan de District Line. Het station is geopend in 1932.

## Geschiedenis
De London, Midland and Scottish Railway en de District Railway (DR), de latere District Line, onderzochten na de Eerste Wereldoorlog de doortrekking van de elektrische metro naar Upminster, dat tot 1905 ook al door de metro werd aangedaan. Hiertoe werden langs de noordrand van de bestaande Pitsearoute uit 1855 twee geëlektrificeerde sporen toegevoegd die op 12 september 1932 werden geopend, het station werd, onder de naam Heathway, tegelijk met de nieuwe sporen geopend voor reizigersverkeer. Het station werd gebouwd en in eerste instantie geëxploiteerd door de London, Midland and Scottish Railway, terwijl de metrodiensten vanaf het begin verzorgd werden door de DR. In 1933 werd het openbaar vervoer in Londen genationaliseerd in de London Passengers Transport Board dat alle metrobedrijven de uitgang Line gaf.

## Ligging en inrichting
Het station ligt aan de District Line op 7,7 kilometer van Upminster in het oosten en 26,5 kilometer van Earl's Court in het centrum van Londen, waar de lijn splitst meerdere takken. Samen met de aanleg van de metrosporen werden vier stations toegevoegd met een eilandperron terwijl bij de drie bestaande stations van de Pitsearoute tussen Barking en Upminster zijperrons langs de metro kwamen. Upminster Park ligt op een talud, maar de andere drie nieuwe stations, Upney, Dagenham Heathway en Elm Park, kwamen op maaiveld met een stationsgebouw langs het viaduct voor de kruisende weg. Ze hebben alle drie een vrijwel identiek typisch jaren 30-ontwerp met een overdekte helling tussen stationshal en perron. De stationsgebouwen uit de jaren dertig werden in 2005 en 2006 grondig gerenoveerd, waarbij ook het warenhuis boven de treinsporen is gesloopt.

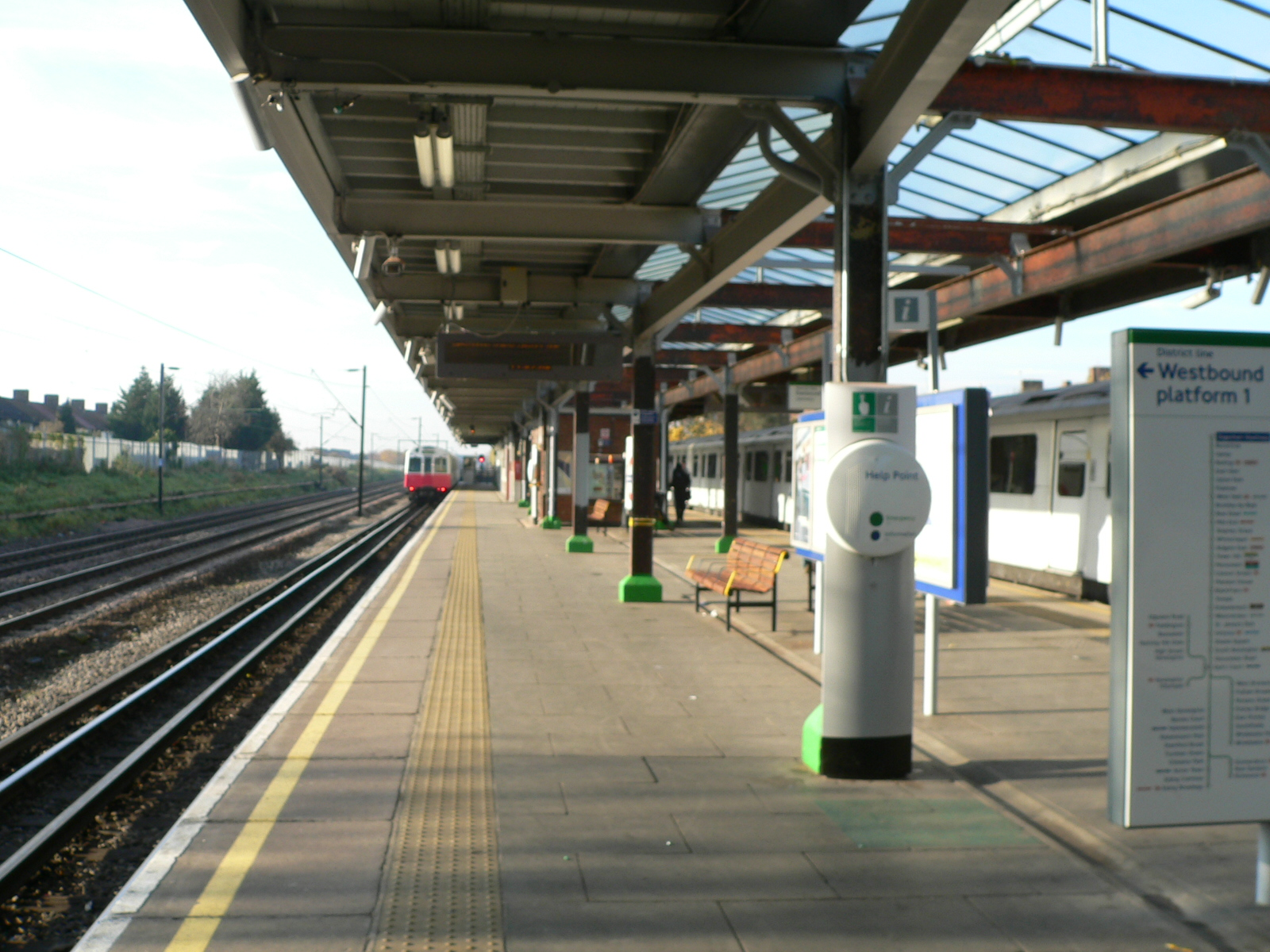
Dagenham Heathway met links de sporen van de Pitsearoute
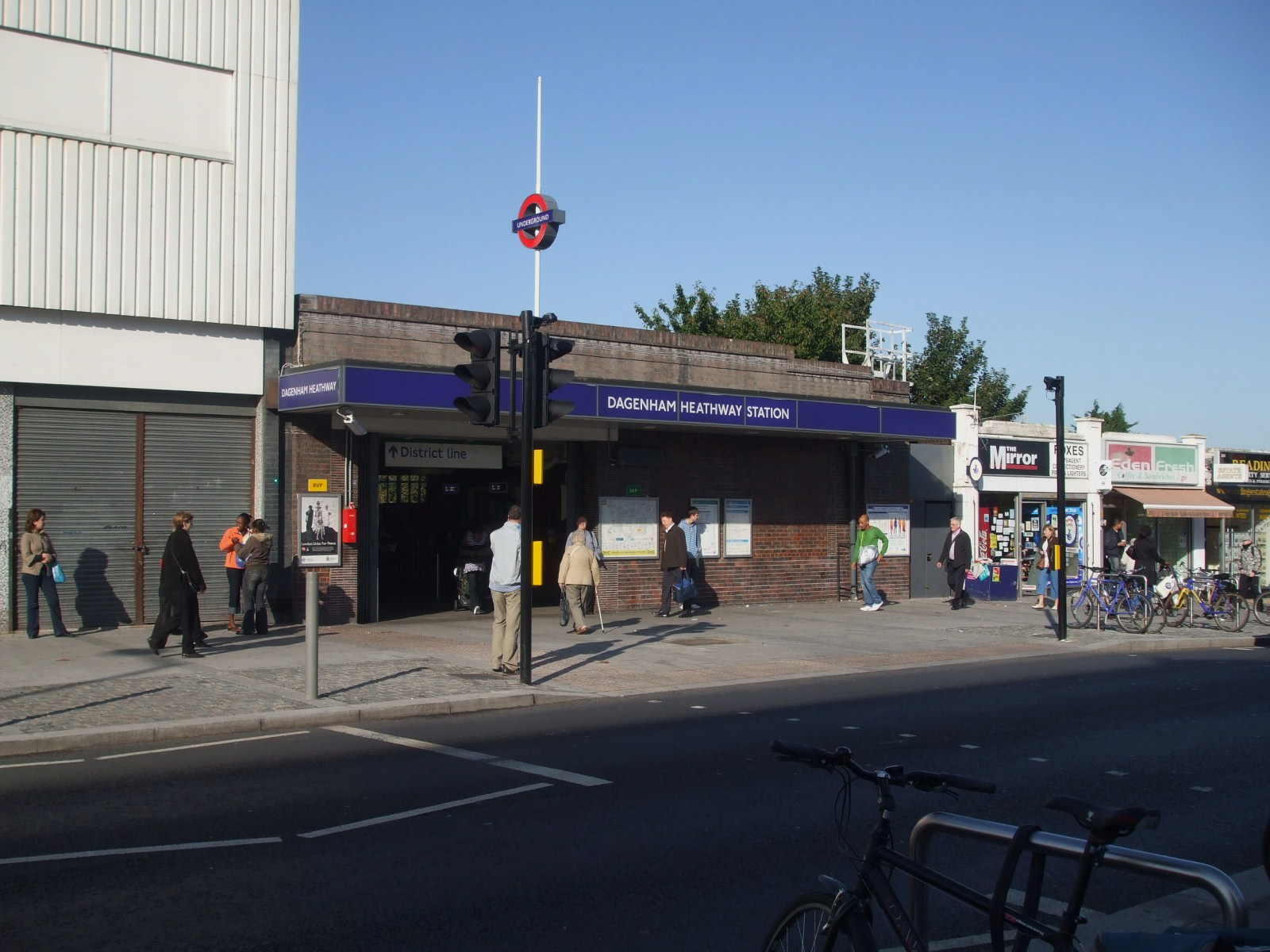
Het stationsgebouw aan de Heathway
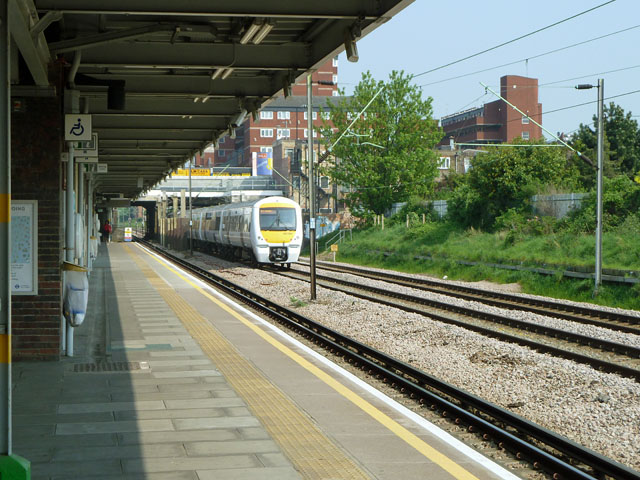
Een trein van C2C op de Pitsearoute bij  Dagenham Heathway

## Reizigersdiensten
De normale dienst in de daluren omvat:
- 12 metro's per uur oostwaarts naar Upminster
- 6 metro's per uur westwaarts naar Ealing Broadway
- 6 metro's per uur westwaarts naar Richmond